# Qoşadizə (Ordubad)
Qoşadizə è un comune dell'Azerbaigian situato nel distretto di Ordubad.